# Faberpark

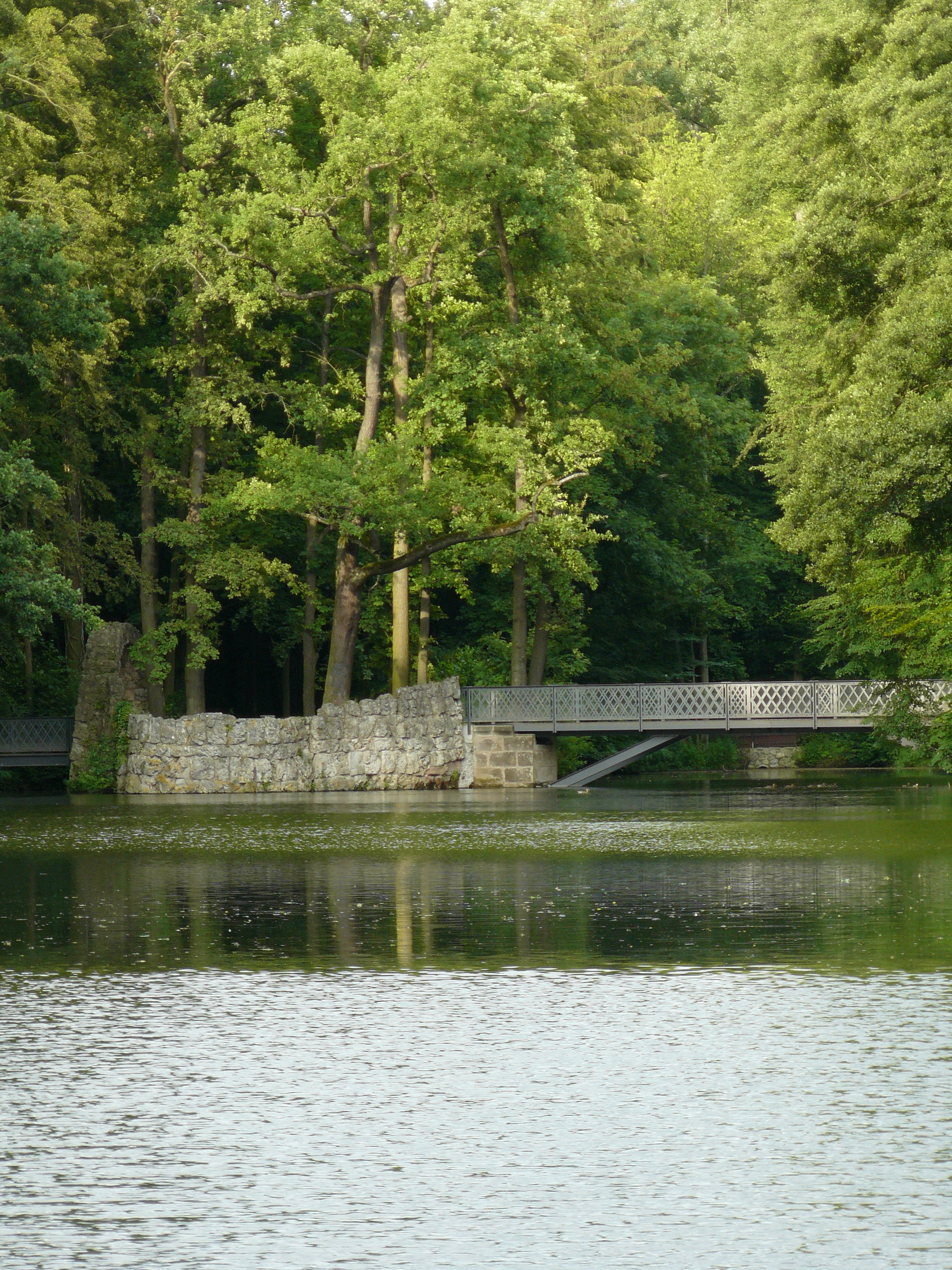
Insel mit künstlicher Ruine im Faberpark

Der Faberpark, auch Faberwald, ist ein parkartiger Wald in Nürnberg.

## Lage
Der Faberpark liegt im südwestlichen Stadtteil Röthenbach bei Schweinau, an der Grenze zur Nachbarstadt Stein. Er grenzt nordwestlich an die Rednitzstraße, westlich an das Faber-Castell-Betriebsgelände und die Castellstraße und südlich an das Wohngebiet am Eibacher Schussleitenweg. Der Park wird vom Röthenbacher Landgraben durchflossen und hat heute eine Größe von 27,1 ha.

## Geschichte
Der Bleistiftfabrikant Lothar von Faber erwarb 1842 das Gelände und errichtete eine Villa im Stil der Neorenaissance. 1852/53 wurde neben der Villa nach Plänen des Landschaftsgärtners Adolf Wagner ein ca. 30 ha großer, englischer  Landschaftsgarten angelegt, der Wiesen- und Gehölzgebiete, Brücken, einen 1 ha großen Teich und ein Mausoleum umfasste. 1872 wurde das Faberschloss erbaut, das, ebenso wie die Villa, auf dem Stadtgebiet der Stadt Stein liegt.
Nach 1970 versuchte die Familie Faber-Castell, den Park in Bauland umzuwidmen, stieß jedoch auf starken Widerstand der Bevölkerung. Seit 1971 steht der Park unter Landschaftsschutz. 1981 erwarb der Freistaat Bayern zwei Drittel des Geländes und übergab es der Stadt Nürnberg mit der Auflage, den vernachlässigten Park zu öffnen und zu unterhalten.
1982 beschloss der Stadtrat ein Parkpflegekonzept und entschied sich aus ökologischen Gründen gegen eine Wiederherstellung des ursprünglichen Parkes zu Gunsten eines naturnahen Parkwaldes. Seit 1984 ist der Park der Öffentlichkeit zugänglich.

## Quelle
- Michael Diefenbacher, Rudolf Endres (Hrsg.): Stadtlexikon Nürnberg. 2., verbesserte Auflage. W. Tümmels Verlag, Nürnberg 2000, ISBN 3-921590-69-8 (online).

Koordinaten: 49° 24′ 51″ N, 11° 1′ 31″ O